# Marquisat d'Iria Flavia
Le marquisat d'Iria Flavia est un titre de noblesse héréditaire espagnol créé par le roi Juan Carlos Ier le 17 mai 1996 en faveur de Camilo José Cela y Trulock, pour son travail de la langue castillane et ses contributions littéraires universellement reconnues.
Sa dénomination fait référence à la commune d'Iria Flavia, dans la province de La Corogne.

## Marquis d'Iria Flavia
|                                        | Titulaire                              | Période                                | Maison                                 |
| Création par Juan Carlos Ier d'Espagne | Création par Juan Carlos Ier d'Espagne | Création par Juan Carlos Ier d'Espagne | Création par Juan Carlos Ier d'Espagne |
| -------------------------------------- | -------------------------------------- | -------------------------------------- | -------------------------------------- |
| I                                      | Camilo José Cela y Trulock             | 1996-2002                              | Maison d'Iria Flavia                   |
| II                                     | Camilo José Cela y Conde (en)          | 2002-actualité                         | Maison d'Iria Flavia                   |

## Histoire
- Camilo José Cela y Trulock, 1er marquis d'Iria Flavia.

1. Marié en premières noces avec María del Rosario Conde y Picavea, professeur.[2] Il a eu une descendance par ce mariage.
2. Marié en secondes noces avec la journaliste Marina Concepción Castaño y López. À sa mort, en 2002, son fils unique, issu de son premier mariage, lui succède. Sa veuve a eu le droit d'utiliser le titre de marquise veuve d'Iria Flavia jusqu'à ce qu'elle se remarie.

- Camilo José Cela y Conde (en), 2d marquis d'Iria Flavia, anthropologue, succède à son père comme héritier du marquisat.

1. Marié en premières noces avec la conseillère artistique María del Carmen Mateu y Ramonell. Il n'a pas eu descendance de ce mariage[3],[4].
2. Marié en deuxièmes noces avec le Dr Gisele Marie Marty y Broquet, professeur de psychologie de l'art à l'Université des Îles Baléares. Avec descendance dans ce mariage (une fille)[5],[6],[7].
3. Marié en troisièmes noces avec le Dr Cristina Rincón y Ruiz, traumatologiste. Sans descendance de ce mariage[8],[9],[10].